# (100017) 1989 TN2
(100017) 1989 TN2 es un asteroide perteneciente a asteroides que cruzan la órbita de Marte, descubierto el 3 de octubre de 1989 por Schelte John Bus desde el Observatorio Interamericano del Cerro Tololo, La Serena, Chile.

## Designación y nombre
Designado provisionalmente como 1989 TN2.

## Características orbitales
1989 TN2 está situado a una distancia media del Sol de 2,305 ua, pudiendo alejarse hasta 2,987 ua y acercarse hasta 1,622 ua. Su excentricidad es 0,296 y la inclinación orbital 8,063 grados. Emplea 1278 días en completar una órbita alrededor del Sol.

## Características físicas
La magnitud absoluta de 1989 TN2 es 16,6.